# ۲-فوروئیک اسید
۲-فوروئیک اسید یک ترکیب آلی است که از یک حلقه فوران و یک گروه جانبی کربوکسیلیک اسید تشکیل شده است. نام این ترکیب مانند سایر فوران‌ها از کلمه لاتین furfur به معنای سبوس گرفته شده است که اولین بار این ترکیبات از آن تولید شده‌اند. نمک‌ها و استرهای فوروئیک اسیدها به نام فوروات شناخته می‌شوند. ۲- فوروئیک اسید به‌طور گسترده در محصولات غذایی به عنوان یک نگهدارنده و یک عامل طعم دهنده استفاده می‌شود. این ترکیب طعمی شیرین و خاکی به مواد غذایی می‌دهد.

## جهت مطالعه
- Greenwood, Norman N.; Earnshaw, Alan (1997). Chemistry of the Elements (2nd ed.). Oxford: Butterworth-Heinemann. ISBN 0080379419.{{cite book}}:  نگهداری یادکرد:نام‌های متعدد:فهرست نویسندگان (link)
- "2-Furoic Acid [Material Safety Data Sheet]". Sciencelab.com. October 9, 2005. Archived from the original on October 17, 2012. Retrieved March 15, 2013.